# Obersturmführer
Obersturmführer inicialment era un rang paramilitar del Partit nazi de la Sturmabteilung (SA). Traduït com «Cap superior d'escamot d'assalt », el rang es va crear el 1932 com a resultat d'una expansió de la SA i la necessitat d'una posició addicional al cos d'oficials. Obersturmführer també es va convertir en un rang de la Schutzstaffel (SS).
Un SA-Obersturmführer era típicament un comandant de la companyia júnior a càrrec d'entre cinquanta i cent soldats. Dins de les SS, el rang de Obersturmführer porta a una gamma més àmplia d'ocupacions d'assistent personal, oficial de la Gestapo, supervisor de camp de concentració, i la Waffen-SS, Comandant d'un Escamot. Mentre les SS i SA, el grau de Obersturmführer va ser considerat com l'equivalent d'un Oberleutnant a la Wehrmacht alemanya. El grau era superior a un Untersturmführer «Cap inferior d'escamot d'assalt » dins la SA al Sturmführer SA. El seu superior jeràrquic era el Hauptsturmführer.
Les insígnies d'Obersturmführer van ser tres llavors de plata i una franja platejada, centrada al coll d'uniforme.
Insígnies dins la Waffen-SS

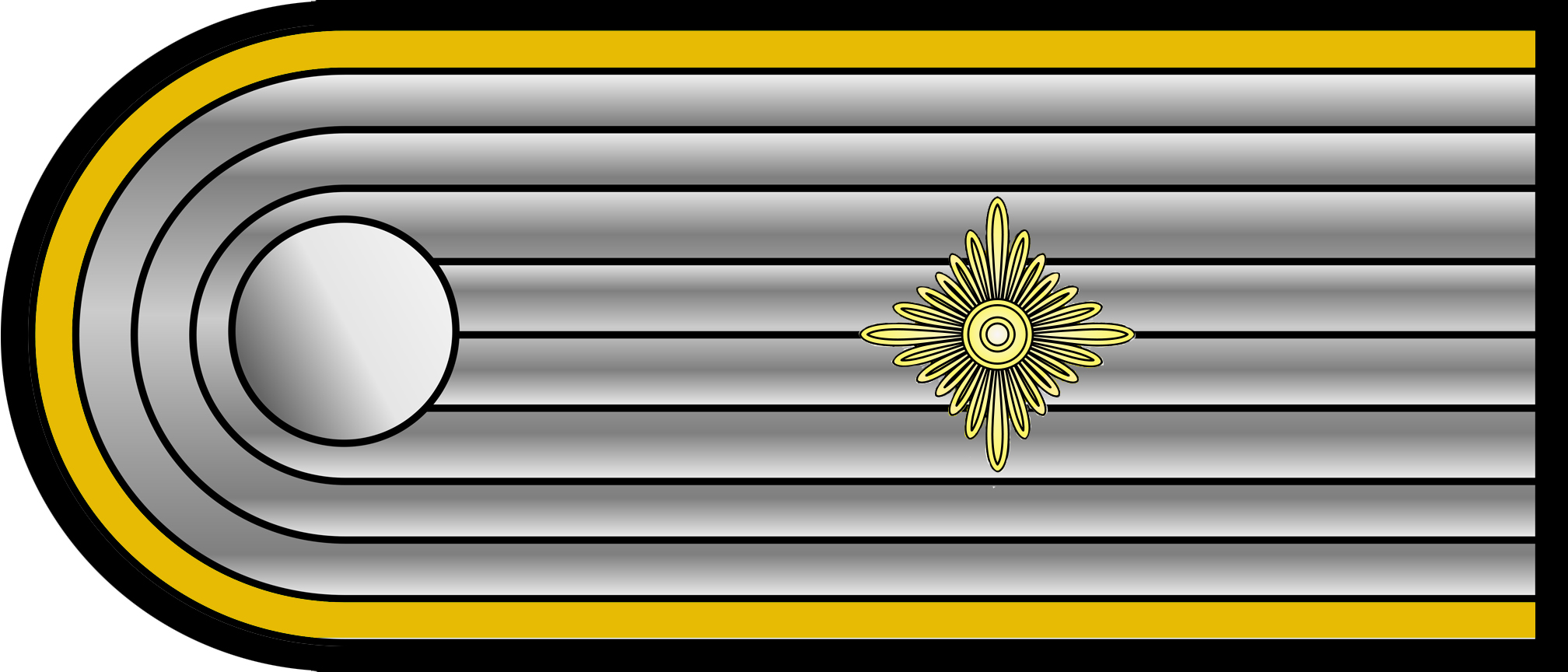
Xarretera
Llengüeta de coll
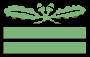
Camuflatge

## Uns Obersturmführers destacats
- Walter Hauck (1918), responsable de la massacre d'Ascq (França) (abril 1944), promogut Hauptsturmführer, condemnat a perpetuïtat després de la guerra, alliberat als anys 1950.
- Josef Oberhauser (1915-1979), participà en l'Aktion T4 i Aktion Reinhardt, condemnat per a crims de guerra al Camp d'extermini de Belzec, amnestesiat el 1956.
- Franz Stangl (1908-1971), comandant dels camps d'extermini de Treblinka i Sobibor, desaparegut després de la guerra
- Heinz Barth (1920-2007), conegut com a «l'assassí de la Massacre d'Orador de Glana»
- Otto Günsche (1917-2003), últim ajudant de camp d'Adolf Hitler i encarregat de cremar el seu cadàver